# A Trick of the Tail (canción)
"A Trick of the Tail" (en castellano "Un Truco de la Cola") esto es si se traduce literalmente, pero es un giro idiomático por: "El Diablo estuvo metiendo la cola" es una canción del grupo de rock progresivo Genesis, publicado en el año 1976 y le da el nombre al álbum homónimo.
Aunque el álbum A Trick of the Tail y el siguiente Wind & Wuthering mantienen un sonido progresivo, cada uno de los álbumes tienen canciones más cortas, donde Genesis se traslada hacia un formato más orientado al pop. El mejor ejemplo es esta canción, que junta una letra narrativa con una concisa melodía pop.
Las letras cuentan la historia de un ser con cuernos y cola, quien deja su hogar para viajar al mundo de los humanos, solo para ser tratado

Más bien como un fenómeno o un ardid publicitario

Según dicen las letras. Luego se escapa del mundo de los humanos y vuelve a su hogar, donde cuenta la extraña apariencia de los humanos:

No tienen cuernos y no tienen colas

Ni siguiera son conscientes de nuestra existencia
Es una historia compleja y atrapante, que se hace dinámica gracias a las melodías de la canción. El sentimiento pop de la misma es aumentado con la grabación de Genesis en estudio, con una línea de bajo estilizada y colmada de armonías vocales que le añaden una dulzura extra a quien oye la canción. Esta canción jamás fue interpretada en vivo por el grupo en ninguna de sus giras, por lo que solo cuenta con esta versión y la versión con sonido mejorado 5.1 incluida en el boxset del 2007.
En el libro de Armando Gallo, Tony Banks explica: Tuve la idea de las letras luego de leer "Los Herederos" de William Golding. Este libro trata acerca de una raza que estaba en la tierra antes que el hombre y es la historia del último sobreviviente de esta raza. El último capítulo trata sobre nuestra reacción hacia él mientras que el resto de la historia habla de su reacción hacia los humanos. Es una criatura extraña con cuernos y una cola, aparece en una moderna ciudad y la gente reacciona negativamente hacia él. La melodía viene de una idea que yo tenía desde la época de Foxtrot. A menudo me gusta que sean usadas las cosas más antiguas porque son un poco más simples de lo que escribo ahora.